# Atriplex bucharica
Atriplex bucharica är en amarantväxtart som beskrevs av Michel Gandoger. Atriplex bucharica ingår i släktet fetmållor, och familjen amarantväxter. Inga underarter finns listade i Catalogue of Life.